# 양산군·김해군
양산군·김해군은 대한민국의 옛 국회의원 선거구이다. 당시 경상남도 양산군, 김해군 지역을 관할했다.

## 역사
제9대 국회의원 선거를 앞두고 양산군과 김해군이 하나의 선거구를 이루게 됨에 따라 신설되었다.
1973년 7월, 동래군이 폐지되었으며 동래군 지역들은 양산군으로 편입되었다. 이에 제10대 국회의원 선거를 앞두고 해당 지역들을 관할 구역으로 편입했다.
1981년 7월, 김해군 김해읍이 김해시로 승격되었다. 이에 제12대 국회의원 선거를 앞두고 김해시·김해군·양산군 선거구로 개편되었다.

## 역대 국회의원
| 선거   | 정당 | 정당       | 1위 의원 | 정당 | 정당       | 2위 의원 |
| ------ | ---- | ---------- | -------- | ---- | ---------- | -------- |
| 1973년 |      | 신민당     | 신상우   |      | 민주공화당 | 김영병   |
| 1978년 |      | 민주공화당 | 김택수   |      | 신민당     | 신상우   |
| 1981년 |      | 민주정의당 | 이재우   |      | 민주한국당 | 신원식   |

## 역대 선거 결과

### 대한민국 제9대 국회의원 선거
|  | 38.23% |

|  | 37.75% |

|  | 12.42% |

|  | 11.58% |

### 대한민국 제10대 국회의원 선거
|  | 52.42% |

|  | 29.42% |

|  | 10.56% |

|  | 2.57% |

|  | 2.20% |

|  | 2.02% |

|  | 0.78% |

### 대한민국 제11대 국회의원 선거
|  | 34.52% |

|  | 19.94% |

|  | 18.53% |

|  | 13.87% |

|  | 7.05% |

|  | 3.67% |

|  | 2.40% |